# Choi Soo-young
Đây là một tên người Triều Tiên, họ là Choi.
Choi Soo-young (Hangul: 최수영; sinh ngày 10 tháng 2 năm 1990), thường được biết đến với nghệ danh Sooyoung, là một nữ ca sĩ và diễn viên người Hàn Quốc, thành viên nhóm nhạc nữ  Girls' Generation. Ngoài hoạt động âm nhạc, cô còn đảm nhận nhiều vai diễn trong nhiều bộ phim truyền hình và điện ảnh. Tháng 10 năm 2017, Cô rời SM Entertainment để tập trung cho đam mê diễn xuất nhưng vẫn là thành viên của SNSD.
Ngày 7 tháng 5 năm 2019, Sooyoung gia nhập công ty quản lý hiện tại Saram Entertainment với tư cách diễn viên để tập trung cho sự nghiệp diễn xuất.

## Tiểu sử
Sooyoung sinh ra vào ngày 10 tháng 2 năm 1990 tại Seoul, Hàn Quốc. Cô có một chị gái là diễn viên nhạc kịch Choi Soo-jin. Sooyoung được SM Entertainment phát hiện thông qua hệ thống tuyển chọn SM Open Audition khi đang học lớp năm nhưng sau đó giành giải nhất trong cuộc thi Korea-Japan Ultra Idol Duo năm 2002 và ra mắt tại Nhật Bản với tư cách là một trong hai thành viên của nhóm nhạc Route θ. Nhóm đã phát hành ba đĩa đơn trước khi chấm dứt hoạt động vào năm 2003. Sau đó Sooyoung quay trở lại SM Entertainment và được chọn làm thành viên nhóm nhạc nữ Girls' Generation.
Tháng 2 năm 2009, Sooyoung tốt nghiệp trường Trung học nữ sinh Jungshin. Tháng 5 năm 2014, cô và Yuri, một thành viên khác của Girls' Generation, được bổ nhiệm làm đại sứ của trường Đại học Chung-Ang khi đang là sinh viên khoa sân khấu và điện ảnh tại đây. Hai người tốt nghiệp cùng nhau vào tháng 2 năm 2016.

## Sự nghiệp

### Âm nhạc

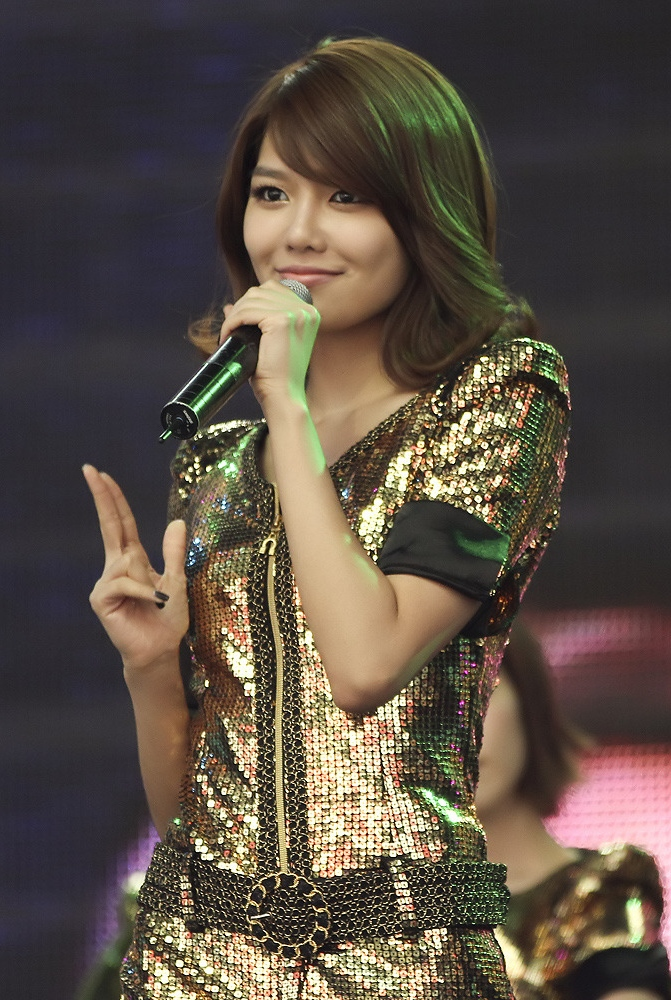
Sooyoung biểu diễn cùng Girls' Generation tại Angel Price Music Festival vào tháng 4 năm 2011

Năm 2005, Sooyoung thể hiện bài hát "I Am" cho phiên bản tiếng Hàn của bộ phim hoạt hình Nhật Bản Inuyasha. Năm 2007, cô chính thức ra mắt tại Hàn Quốc với tư cách là thành viên nhóm nhạc nữ Girls' Generation. Năm 2008, Sooyoung và thành viên cùng nhóm Yuri thể hiện bài hát nhạc trot "Kkok" cho bộ phim truyền hình Working Mom của đài SBS. Năm 2009, cô góp mặt trong bài hát "Feeling Only You" của nhóm nhạc nam The Blue cùng với thành viên cùng nhóm Tiffany. Năm 2014, Sooyoung phát hành bài hát "Wind Flower", nhạc phim của bộ phim truyền hình My Spring Days mà cô thủ vai chính.
Năm 2011, Sooyoung viết lời cho bài hát "How Great Is Your Love" nằm trong album phòng thu thứ ba The Boys của Girls' Generation. Năm 2013, cô và các thành viên cùng nhóm Yuri và Seohyun viết lời cho bài hát "Baby Maybe" nằm trong album phòng thu thứ tư I Got a Boy của nhóm. Năm 2016, Sooyoung viết lời cho phiên bản tiếng Hàn của bài hát "What Do I Do" nằm trong mini-album đầu tay I Just Wanna Dance của thành viên cùng nhóm Tiffany, cũng như cho bài hát "Sailing (0805)" của Girls' Generation được phát hành nhằm kỉ niệm 9 năm ngày ra mắt công chúng của nhóm.

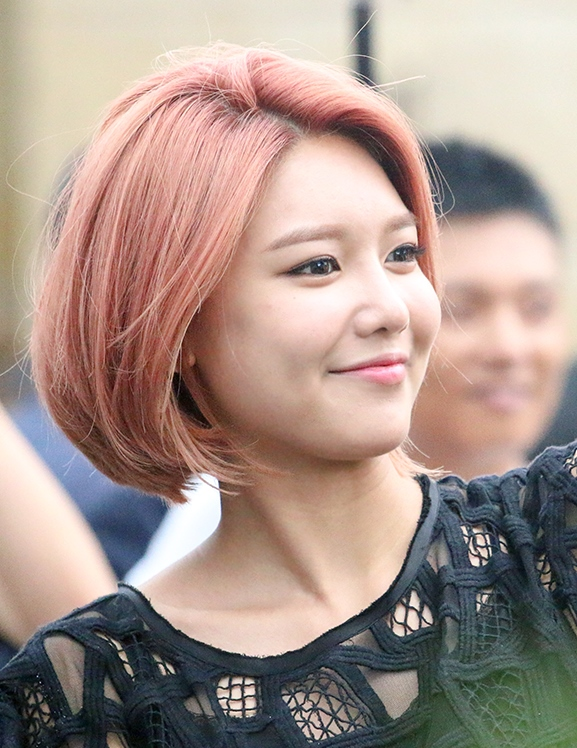
Sooyoung tham gia chương trình Guerilla Date tháng 5 năm 2015

Ngày 9 tháng 10 năm 2017, Sooyoung không tiếp tục gia hạn hợp đồng với công ty chủ quản SM Entertainment quản SM Entertainment tuy nhiên cô vẫn là thành viên của Girls' Generation.
Vào tháng 11 năm 2017, Sooyoung gia nhập Echo Global Group sau khi hợp đồng của cô với SM Entertainment kết thúc. Với việc thay đổi nhãn hiệu, các hoạt động trong tương lai của cô với Girls 'Generation vẫn còn được thảo luận.
Vào tháng 12 năm 2018, Sooyoung đã phát hành đĩa đơn solo "Winter Breath", đây là bài hát đầu tiên của cô được phát hành kể từ khi rời SM Entertainment, với video âm nhạc của bài hát được phát trực tuyến cùng ngày. Sooyoung đã ra mắt tài khoản Twitter và YouTube chính thức của mình để kỷ niệm ngày phát hành đĩa đơn.
Vào tháng 5 năm 2019, Sooyoung đã ký hợp đồng với công ty mới Saram Entertainment.

### Diễn xuất
Năm 2007, Sooyoung và thành viên cùng nhóm Yuri đảm nhận hai vai phụ trong bộ phim truyền hình Unstoppable Marriage. Năm 2008, cô tham gia vào bộ phim điện ảnh hài lãng mạn Hello, Schoolgirl bên cạnh các diễn viên chính Lee Yeon-hee và Kangin, đồng thời xuất hiện trong bộ phim truyền hình Oh! My Lady cùng với các thành viên cùng nhóm Jessica và Hyoyeon. Năm 2011, cô xuất hiện với tư cách khách mời trong Paradise Ranch, bộ phim truyền hình của đài SBS do nghệ sĩ cùng công ty Changmin và nữ diễn viên Lee Yeon-hee thủ vai chính.

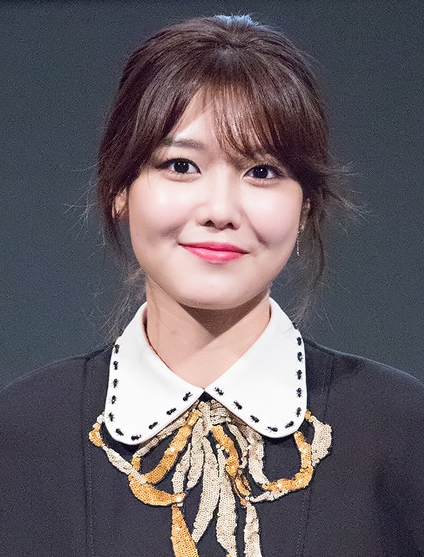
Sooyoung tại buổi họp báo ra mắt phim Đội đặc nhiệm số 38 vào tháng 6 năm 2016

Tháng 3 năm 2012, Sooyoung đảm nhận vai Eujin trong bộ phim truyền hình The 3rd Hospital bên cạnh các diễn viên Kim Seung-woo, Oh Ji-ho, Kim Min-jung và nhận được những phản hồi tích cực từ cả người xem lẫn các nhà phê bình. Cô cũng xuất hiện với tư cách khách mời trong bộ phim truyền hình A Gentleman's Dignity của đài SBS.
Năm 2013, Sooyoung đảm nhận vai nữ chính Gong Min-young trong bộ phim truyền hình Dating Agency: Cyrano của kênh tvN bên cạnh nam diễn viên Lee Jong-hyuk. Kịch bản của phim được dựa trên bộ truyện tranh Cyrano Agency và là phần tiếp theo của bộ phim điện ảnh cùng tên. Phim khởi quay vào giữa tháng 4 và bắt đầu phát sóng từ cuối tháng 5.

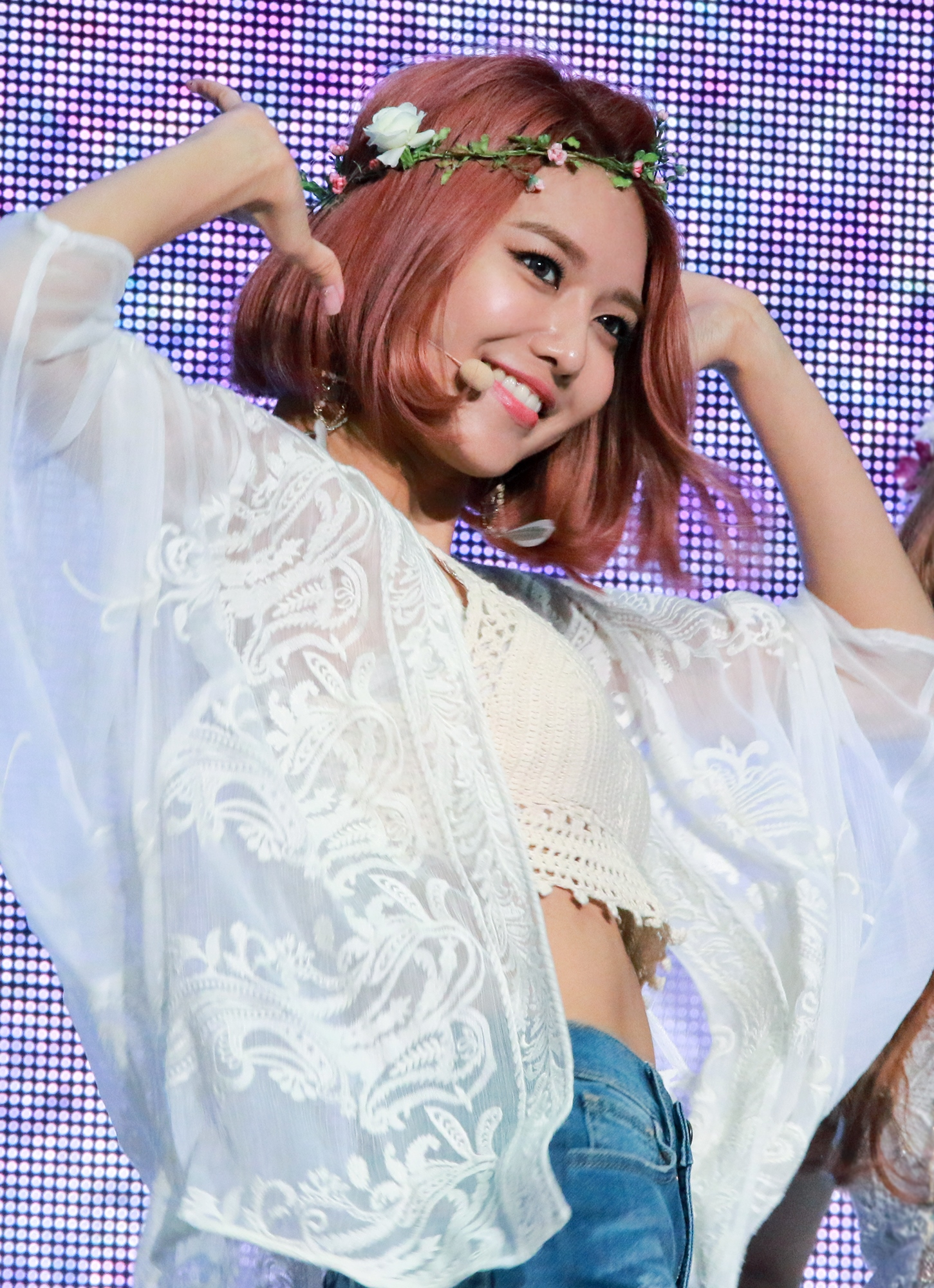
Sooyoung năm 2015

Năm 2014, Sooyoung đảm nhận vai nữ chính Lee Bom trong bộ phim truyền hình My Spring Days của đài MBC bên cạnh nam diễn viên Kam Woo-sung. Nhân vật của cô, một cô gái từng mặc bệnh hiểm nghèo và được cấy ghép tim, vô tình gặp chồng và hai con của người phụ nữ đã hiến tạng cho mình sau khi qua đời trong một vụ tai nạn. Với vai diễn này, Sooyoung đã giành chiến thắng ở hạng mục nữ diễn viên chính xuất sắc nhất trong phim truyền hình ngắn tại lễ trao giải MBC Drama Awards năm 2014 và hạng mục nữ diễn viên chính xuất sắc tại lễ trao giải Korean Drama Awards năm 2015.

Năm 2015, Sooyoung đảm nhận vai nữ chính Jung ah-yeon, một cô gái bị mù, trong bộ phim truyền hình đặc biệt Perfect Sense. Phim được phát sóng trên kênh KBS2 vào năm 2016. Năm 2016, cô đảm nhận vai nữ chính bên cạnh nam diễn viên Seo In-guk trong bộ phim truyền hình Đội đặc nhiệm số 38. Sooyoung đã được xác nhận là sẽ thủ vai nữ chính trong bộ phim truyền hình Polyclinic Doctor.

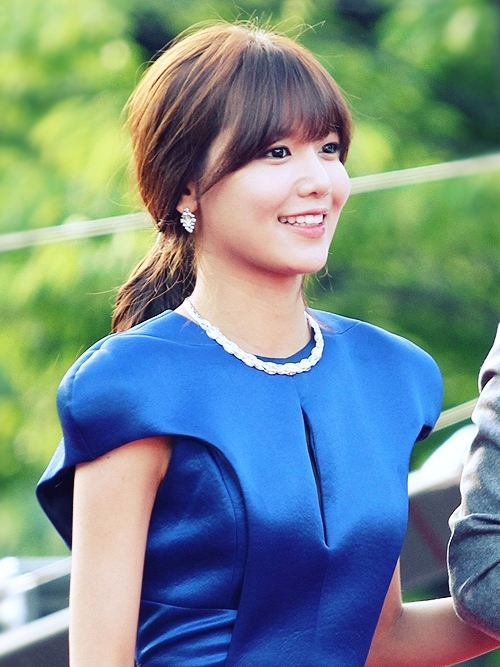
Sooyoung tại liên hoan phim quốc tế Puchon lần thứ 17 vào tháng 7 năm 2013

Năm 2018, Sooyoung đã tham gia bộ phim Hàn-Nhật Memories of a Dead End, bộ phim hài hành động Girl Cops, và loạt phim truyền hình hài lãng mạn So I Married a Anti-fan, dựa trên manhwa cùng tên, cùng với Choi Tae-joon.
Năm 2025, Sooyoung đảm nhận vai nữ phụ Katla Park trong phim From the World of John Wick: Ballerina.

### Dẫn chương trình
Trước khi ra mắt vùng với Girls' Generation, Sooyoung từng là VJ cho chương trình Hello Chat của Mnet bên cạnh Kangin, thành viên nhóm nhạc nam Super Junior. Từ tháng 7 năm 2007 đến tháng 1 năm 2008, cô dẫn chương trình cho chương trình phát thanh Chunbangjichuk Radio cùng với Sungmin, một thành viên khác của Super Junior.. Từ tháng 5 đến tháng 11 năm 2009, Sooyoung dẫn chương trình cho Fantastic Duo, một chương trình dành cho trẻ em của đài MBC, bên cạnh Oh Sang-jin và Kim Je-dong. Ngày 20 tháng 8 năm 2011, Sooyoung và các thành viên cùng nhóm Tiffany và Yuri dẫn chương trình cho sự kiện K-Pop All Star Live được tổ chức tại Niigata, Nhật Bản. Tháng 5 năm 2012, Sooyoung và Yoon Do-hyun trở thành người dẫn chương trình mới cho TV Entertainment Tonight của đài SBS. Năm 2013, Sooyoung dẫn chương trình cho một số sự kiện như liên hoan phim quốc tế Puchon lần thứ 17 và lễ trao giải SBS Entertainment Awards. Năm 2014, Sooyoung dẫn chương trình cho đêm chung kết cuộc thi Hoa hậu Hàn Quốc cùng với Oh Sang-jin.

## Đời tư
Ngày 28 tháng 8 năm 2011, trên đường đến tham dự một sự kiện từ thiện, Sooyoung và chị gái của mình gặp phải một vụ tai nạn xe hơi do lỗi của một người điều khiển xe máy. Vụ va chạm khiến cô phải nhập viện do rạn xương cụt và không thể tham gia concert tại Tokyo của SM Town cũng như concert tại Đài Loan của Girls' Generation. Cô quay trở lại hoạt động cùng nhóm vào ngày 26 tháng 11 năm 2011.
Ngày 3 tháng 1 năm 2014, Sooyoung và nam diễn viên Jung Kyung-ho xác nhận đang hẹn hò, cả 2 đã bắt đầu quan hệ yêu đương từ tháng 9 năm 2012.

## Danh sách đĩa nhạc

### Route θ
| Năm  | Tên bài hát             | Album               |
| ---- | ----------------------- | ------------------- |
| 2002 | "Start"                 | Start               |
| 2002 | "Kimi Ni Ae Ta Kara..." | Start               |
| 2002 | "Waku Waku It's Love"   | Waku Waku It's Love |
| 2002 | "Go Go Happy"           | Waku Waku It's Love |
| 2003 | "Painting"              | Painting            |
| 2003 | "Onna No Ko Magic"      | Painting            |

### Bài hát
| Năm  | Tên bài hát                                                   | Album                   |
| ---- | ------------------------------------------------------------- | ----------------------- |
| 2005 | "I Am"                                                        | —                       |
| 2008 | "Kkok" (với Yuri)                                             | Working Mom OST         |
| 2009 | "Feeling Only You" (The Blue hợp tác với Tiffany và Sooyoung) | The First Memories      |
| 2014 | "Wind Flower"                                                 | My Spring Days OST      |
| 2022 | "To My Star"                                                  | If you wish upon me OST |

## Danh sách phim

### Phim điện ảnh
| Năm  | Tên phim                       | Vai            | Ghi chú                        |
| ---- | ------------------------------ | -------------- | ------------------------------ |
| 2008 | Hello, Schoolgirl              | Jeong Da-jeong | Vai phụ                        |
| 2012 | I AM.                          | Chính mình     | Phim tài liệu về SM Town       |
| 2015 | SMTown The Stage               | Chính mình     | Phim tài liệu về SM Town       |
| 2019 | Memories Of A Dead End         | Yumi           | Phim điện ảnh hợp tác Hàn-Nhật |
| 2019 | Miss And Mrs. Cops             | Jangmi         | Vai phụ                        |
| 2020 | New Year Blues                 | Oh Wol         | Vai phụ                        |
| 2025 | Từ Vũ trụ John Wick: Ballerina | Katla Park     | Vai phụ                        |

### Phim truyền hình
| Năm  | Tên phim                    | Kênh | Vai            | Ghi chú          |
| ---- | --------------------------- | ---- | -------------- | ---------------- |
| 2008 | Unstoppable Marriage        | KBS  | Choi Soo-young | Vai phụ          |
| 2010 | Oh! My Lady                 | SBS  | Chính mình     | Khách mời; tập 7 |
| 2011 | Paradise Ranch              | SBS  | Cô Soo         | Khách mời; tập 3 |
| 2012 | A Gentleman's Dignity       | SBS  | Chính mình     | Khách mời; tập 5 |
| 2012 | The 3rd Hospital            | tvN  | Lee Eui-jin    | Vai chính        |
| 2013 | Dating Agency: Cyrano       | tvN  | Gong Min-young | Vai chính        |
| 2014 | My Spring Days              | MBC  | Lee Bom-yi     | Vai chính        |
| 2016 | Perfect Sense               | KBS  | Jung Ah-yeon   | Vai chính        |
| 2016 | 38 Revenue Collection Unit  | OCN  | Cheon Sung-hee | Vai chính        |
| 2017 | Man In The Kitchen          | MBC  | Lee Roo-ri     | Vai chính        |
| 2020 | Tell me what you saw        | OCN  | Cha Soo-young  | Vai chính        |
| 2020 | Run On                      | JTBC | Seo Dan-Ah     | Thứ chính        |
| 2021 | So I Married an Anti-Fan    | tvN  | Lee Geun Young | Vai chính        |
| 2022 | If you wish upon me         | KBS  | Seo Yeon Joo   | Vai chính        |
| 2022 | Please send me a fan letter | MBC  | Han Kang Hee   | Vai chính        |
| 2023 | Not Others                  | ENA  | Kim Jin Hee    | Vai chính        |

## Giải thưởng và đề cử
| Năm  | Giải thưởng                              | Hạng mục                                   | Được đề cử                  | Kết quả   |
| ---- | ---------------------------------------- | ------------------------------------------ | --------------------------- | --------- |
| 2012 | Mnet 20's Choice Awards                  | Best 20's Style                            | Chính mình                  | Đề cử     |
| 2012 | KBS Music Awards                         | Best Female Group Member                   | Chính mình                  | Đề cử     |
| 2013 | Korea Drama Awards lần thứ 6             | Best New Actress                           | Dating Agency: Cyrano       | Đề cử     |
| 2013 | Style Icon Awards lần thứ 6              | Best K-Style Award                         | Chính mình                  | Đoạt giải |
| 2013 | SBS Entertainment Awards                 | New Rookie Award (MC Category)             | TV Entertainment Tonight    | Đoạt giải |
| 2014 | MBC Drama Awards                         | Excellence Award, Actress in a Miniseries  | My Spring Days              | Đoạt giải |
| 2014 | MBC Drama Awards                         | Best Couple Award                          | My Spring Days              | Đề cử     |
| 2015 | Korea Drama Awards lần thứ 8             | Excellence Award, Actress                  | My Spring Days              | Đoạt giải |
| 2022 | BIFF x Marie Claire Asia Star Award 2022 | Face of Asia award                         | Chính mình                  | Đoạt giải |
| 2022 | MBC Drama Awards                         | Excellence Award, Actress in a short daily | Please send me a fan letter | Đoạt giải |